# Aimery Pinga
Aimery Pinga, né le 6 janvier 1998 à Fribourg en Suisse, est un footballeur qui joue au poste d'attaquant au Football Club Bulle

## Biographie

### Carrière en club
Né à Fribourg en Suisse, Aimery Pinga fait sa formation entre le FC Fribourg et les Young Boys de Berne avant d'arriver au FC Sion en 2016, où il commence sa carrière professionnelle. Il joue son premier match avec l'équipe première du club le 7 mai 2017,.
Prêté en Suisse puis en Andorre, il signe en 2021 au Royal Excelsior Virton en Belgique. Sans club après une saison mitigée en Challenger Pro League, il signe au Neuchâtel Xamax en octobre 2022 puis finit par se relancer au FC Bulle.

### Carrière en sélection
International suisse avec les jeunes, Aimery Pinga joue pour la première fois avec l'équipe de Suisse des moins de 19 ans en juillet 2017.
D'origine congolaise, il compte ensuite deux sélections en équipe de Suisse de moins de 21 ans.